# Samuel Dossou-Aworet
Pour les articles homonymes, voir Dossou.
Samuel Dossou-Aworet est un ingénieur et homme d'affaires bénino-gabonais né le 5 novembre 1944 à Porto-Novo (Bénin). Ancien conseiller du président gabonais Omar Bongo dans le domaine des hydrocarbures, il a fait fortune dans l'industrie pétrolière en fondant le groupe Petrolin et a présidé par deux fois l'Organisation des pays exportateurs de pétrole (Opep).

## Biographie

### Jeunesse et études
Samuel Dossou-Aworet naît le 5 novembre 1944 à Porto-Novo (Bénin), mais grandit en Côte d'Ivoire. Il commence ses études à Dakar, puis part étudier en France à l'École nationale supérieure du pétrole et des moteurs de Paris et à l'université de Marseille. Il décroche une maîtrise de chimie en 1971, ainsi qu'un DEA de pétrochimie et synthèse organique industrielle en 1972.

### Carrière dans le secteur pétrolier
Après avoir obtenu son diplôme d'ingénieur, il commence sa carrière en tant qu'ingénieur-conseil au sein de l'entreprise française de services numériques Sema-Metra. Il s'installe ensuite à Libreville (Gabon) à partir de 1974 pour travailler au sein de Petrogab, compagnie pétrolière d'État créée par le président Omar Bongo. Il devient par la suite conseiller auprès du ministre gabonais du Pétrole, et est naturalisé Gabonais en 1976.
À partir de 1978 et jusqu'en 1991, il est à la tête de la Direction générale des hydrocarbures, où il développe son expertise du marché pétrolier gabonais. En 1988, il est nommé conseiller spécial d'Omar Bongo dans le domaine des affaires pétrolières, avisant le président sur la politique énergétique du pays,. Cette fonction lui vaudra le surnom de « Monsieur Pétrole d'Omar Bongo ». Il représente le Gabon au sein de l'Organisation des pays exportateurs de pétrole (Opep) et de l'Association des producteurs de pétrole africain (APPA) jusqu'en 1992,. Il sera d'ailleurs lui-même président à deux reprises de l'Opep.
En 1992, il fonde le groupe Petrolin, grâce auquel il fait fortune. Présent dans une douzaine de pays africains, ce groupe pétrolier a bénéficié du soutien politique de l'ancien président gabonais Omar Bongo. Ayant développé ses revenus grâce au trading, il s'est étendu en rachetant les parts d'autres entreprises pétrolières africaines, devenant par exemple le deuxième producteur de gaz au Nigeria (contrôlant 40 % de ND Western et 10 % de Seplat),. En 2013, le groupe revendiquait ainsi un chiffre d’affaires de plus de 726 millions d’euros. En 2017, dans le cadre du projet « Épine dorsale » devant relier le Bénin et le Niger par une boucle ferroviaire, Petrolin gagne un procès contre le groupe Bolloré, au terme d'une bataille juridique de 5 ans. Cette réussite est portée au crédit de Samuel Dossou-Aworet, son PDG,.

### Autres activités
Au-delà de l'industrie pétrolière, Samuel Dossou-Aworet investit dans d'autres secteurs de l'économie. Il est impliqué dans l'aviation, détenant plusieurs jets privés et contrôlant la compagnie togolaise de voyages d'affaires Comfort Jet Services (dirigée par son fils, Hervé Dossou), qui détient une flotte de plus de 100 avions. Il est aussi présent dans le secteur bancaire, étant actionnaire de Bank of Africa, Orabank Gabon et BGFIBank Bénin,.
Il fut également le propriétaire de la chaîne Eden TV, l'une des chaînes les plus regardées au Bénin avant sa fermeture en novembre 2016 par la Haute autorité de l’audiovisuel et de la communication (HAAC).

### Implication en politique
Samuel Dossou-Aworet est proche de plusieurs chefs d'État africains, mais n'a lui-même jamais souhaité faire de la politique. Au Gabon, il collabore de manière rapprochée pendant plusieurs années avec le président Omar Bongo. Au Bénin, il soutient en 2006 la candidature de Thomas Boni Yayi, qui sera élu président. Lors de l'élection présidentielle béninoise de 2016, il apporte son soutien à la candidature de l'homme d'affaires Sébastien Ajavon via une déclaration de son associée, la députée Claudine Prudencio.

### Vie personnelle
Il est l'époux d'Honorine Dossou Naki, ancienne ministre et ambassadrice du Gabon en France. Il compte parmi ses enfants Michel-Ange Dossou, directeur général de Petrolin, Hervé Dossou, pilote et dirigeant de l'entreprise Comfort Jet Services au Togo, Sidonie Dossou, administratrice de la Fondation Espace Afrique (Genève) et Steve Dossou, gendre d'Ali Bongo.
Dans les années 1990, il quitte le Gabon pour s'installer à Londres, puis Monaco, et enfin en Suisse, à Genève, où il vit désormais,.